# Passione di Torino

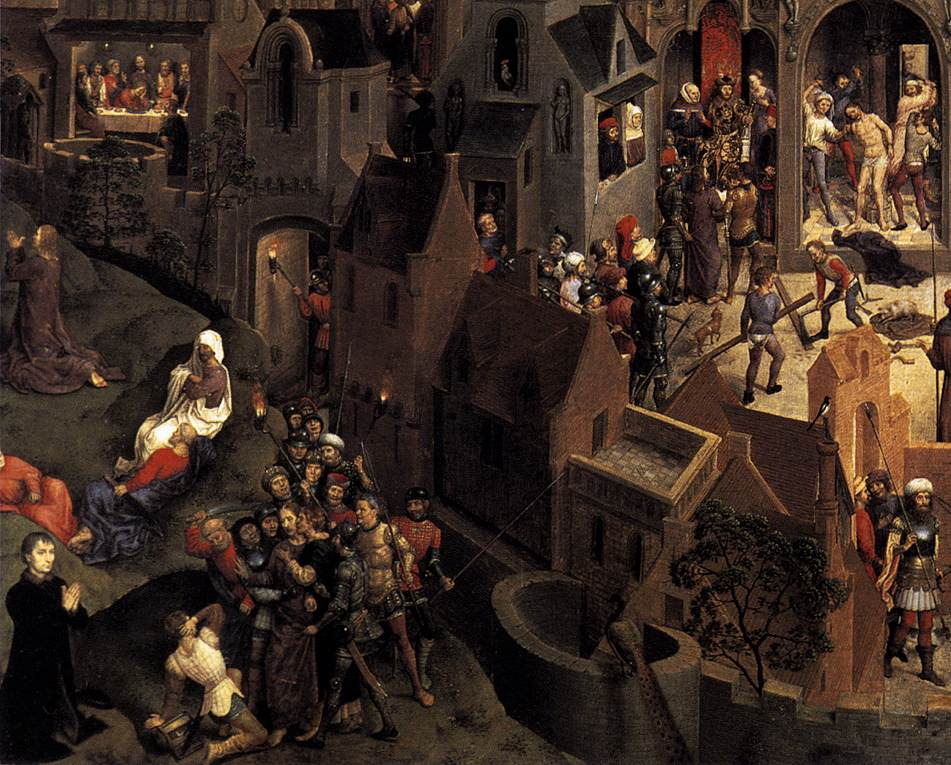
Dettaglio

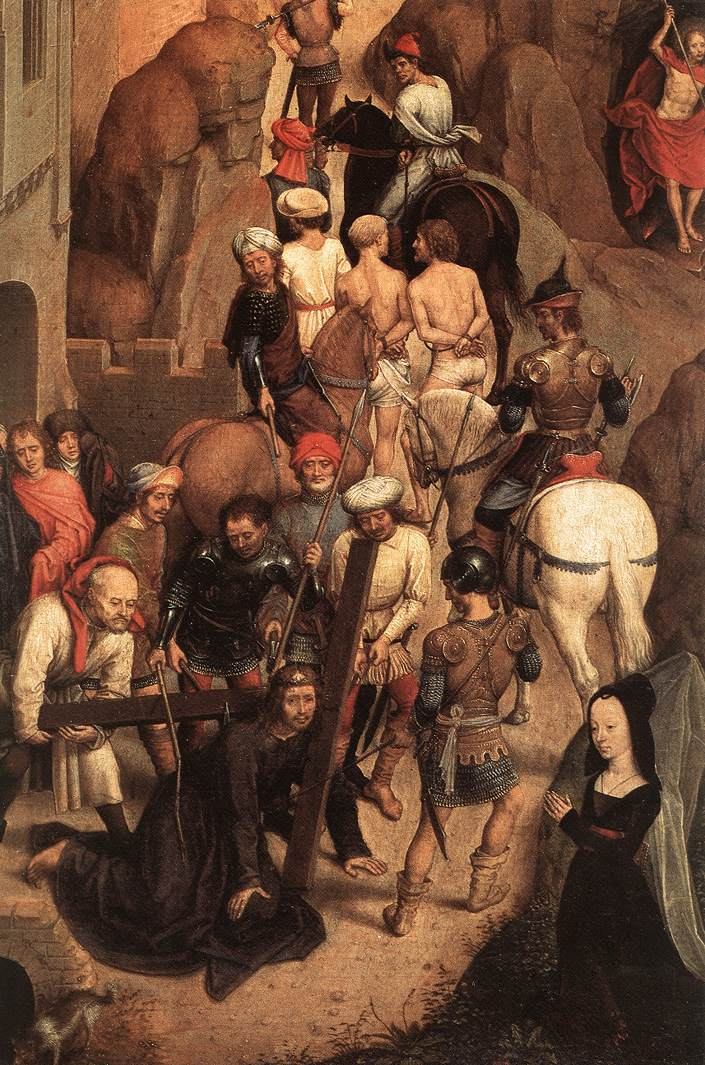
Dettaglio

La Passione di Torino è un dipinto a olio su tavola (56,7x92,2 cm) di Hans Memling, databile al 1470-1471 circa e conservato nella Galleria Sabauda di Torino.

## Storia
Il primo a citare la piccola tavola è Giorgio Vasari, che scrisse nella prima edizione del 1550 delle Vite come una tavola del Memling era a Careggi, nella «villa fuora di Fiorenza della Illustrissima casa de' Medici», precisando nell'edizione del 1558 che la tavola era di proprietà del duca Cosimo I. Questi la donò a papa Pio V che a sua volta la fece trasferire nel convento dei domenicani di Bosco Marengo da dove pervenne, nel 1832, nella neonata Galleria Sabauda di Torino.
I committenti del dipinto, rappresentati nelle due estremità inferiori della tavola, sono stati riconosciuti, su base iconografica, in Maria e Tommaso Portinari, funzionario dei Medici, i quali si sposarono nel 1470 ed ebbero la prima figlia nel 1471: poiché nessun figlio della coppia è rappresentato nel dipinto, la data di composizione è stata fissata al 1471.

## Descrizione e stile
La tavola mostra un caleidoscopico microcosmo cittadino in cui, grazie al punto di vista rialzato, si colgono, concatenati da un ritmo serrato, tutti gli episodi della Passione di Cristo: dalla sua entrata a "Gerusalemme", in alto a sinistra, fino alla crocifissione, in alto a destra e, all'estremità, dalla deposizione fino all'apparizione sul lago di Tiberiade.
La città idealizzata di Gerusalemme mostra un profilo di torri e alte guglie che rimandano allo "skyline" delle città commerciali fiamminghe. Il pittore usò tutti gli spazi a disposizione del dipinto, in primo piano come nello sfondo paesaggistico, per rappresentare le numerose scene, mantenendo però sempre un'agevole leggibilità e coerenza. Il contesto realistico dopotutto si rifaceva a precisi suggerimenti dottrinali che incitavano a immaginare gli episodi evangelici nel contesto quotidiano della propria città.
In alto a sinistra, come già accennato, ha inizio la narrazione, con l'entrata in Gerusalemme, seguita, poco più a destra, dalla cacciata dei mercanti dal tempio, ambientata in un portichetto su una piazzetta. Poco sotto si vede il tradimento di Giuda e, tramite la parete aperta di un edificio, l'Ultima Cena e più in basso, in primo piano, si svolgono l'orazione nel Getsemani e la cattura di Cristo, con la scena in cui Pietro mutila un soldato tagliandogli un orecchio. Si prosegue poco più in alto, nella piazza centrale, con Gesù portato davanti a Pilato, la costruzione della Croce e il rinnegamento di Pietro, ambientato davanti a un edificio in cui sono affacciati due spettatori, con un gallo che solitario sta appollaiato su una finestra. Al centro esatto, sotto l'arco di un maestoso edificio, ha poi luogo la flagellazione, con Gesù legato alla colonna e denudato della veste che si trova abbandonata in terra. Seguono a destra il Cristo deriso, sempre in un edificio, Cristo davanti il re Erode (in un edificio stretto poco più a destra) e la presentazione di Gesù alla folla che decide di far liberare Barabba (forse l'uomo in penombra): particolarmente vivaci sono i gesti degli astanti che manifestano, sollevando e incrociando le braccia, la negazione della grazia a Gesù.
Inizia quindi la via Crucis, con il corteo di persone che esce dalle mura cittadine e la caduta di Cristo in primo piano a destra, assistito da Simone di Cirene: sono visibili anche il buon ladrone e il cattivo ladrone, entrambi con le mani legate. Si salta quindi allo sfondo, in alto a sinistra, dove Cristo è inchiodato alla croce e poi crocifisso insieme ai ladroni; quindi Gesù viene staccato dalla croce e successivamente deposto nel sepolcro. In queste scene si raggiunge un culmine drammatico, raramente eguagliato, in seguito, dall'artista, più a suo agio nelle atmosfere incantate di fiaba. All'estrema destra Gesù sconfigge i demoni durante la discesa al Limbo. 
Un uomo che tiene per mano il figlioletto, sulla strada della via Crucis, guarda verso il Cristo risorto, legando così le due parti del dipinto: la Resurrezione è rappresentata su una collina, mentre poco sopra è distinguibile il Noli me tangere e, più lontano ancora, l'incontro coi due discepoli sulla via per Emmaus. Infine, sul lago dello sfondo, che tanto dovette influenzare Perugino, si vede l'apparizione agli apostoli sul lago di Tiberiade.
In questa opera sono presenti tutti i filoni artistici che influenzarono Memling, dall'asciuttezza di Rogier van der Weyden, alla ricchezza cromatica di Dieric Bouts. L'osservatore resta rapito sia dagli squarci paesaggistici, sia dall'umanità riprodotta con estrema minuzia, sia nelle azioni che nei dettagli delle vesti, delle armature, degli attrezzi da lavoro. Estrema è la cura degli effetti luminosi, come dimostra la diversa illuminazione della città: chiara e immersa nei bagliori del mattino a destra, cupa e notturna a sinistra, in modo anche da rappresentare l'evoluzione delle scene come un passaggio dal buio alla luce, dallo sconforto alla speranza.